# یانه لیندبرگ
یانه لیندبرگ (فنلاندی: Janne Lindberg؛ زادهٔ ۲۴ مهٔ ۱۹۶۶) بازیکن سابق و مربی فوتبال اهل فنلاند است.
از باشگاه‌هایی که در آن بازی کرده‌است می‌توان به باشگاه فوتبال هاکا، باشگاه فوتبال میپا و باشگاه فوتبال زاربروکن اشاره کرد.
وی همچنین در تیم ملی فوتبال فنلاند بازی کرده‌است.